# Геннеберг, Рудольф Фридрих

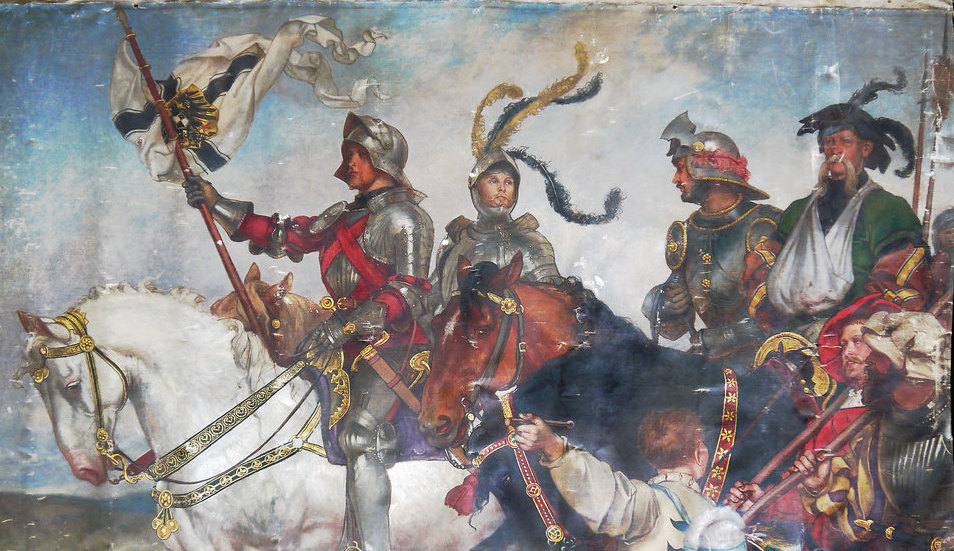
Рыцарская кавалькада

Рудольф Фридрих Геннеберг (англ. Rudolf Henneberg; 13 сентября 1825, Брауншвейг — 14 сентября 1876, Брауншвейг) — немецкий художник.

## Биография

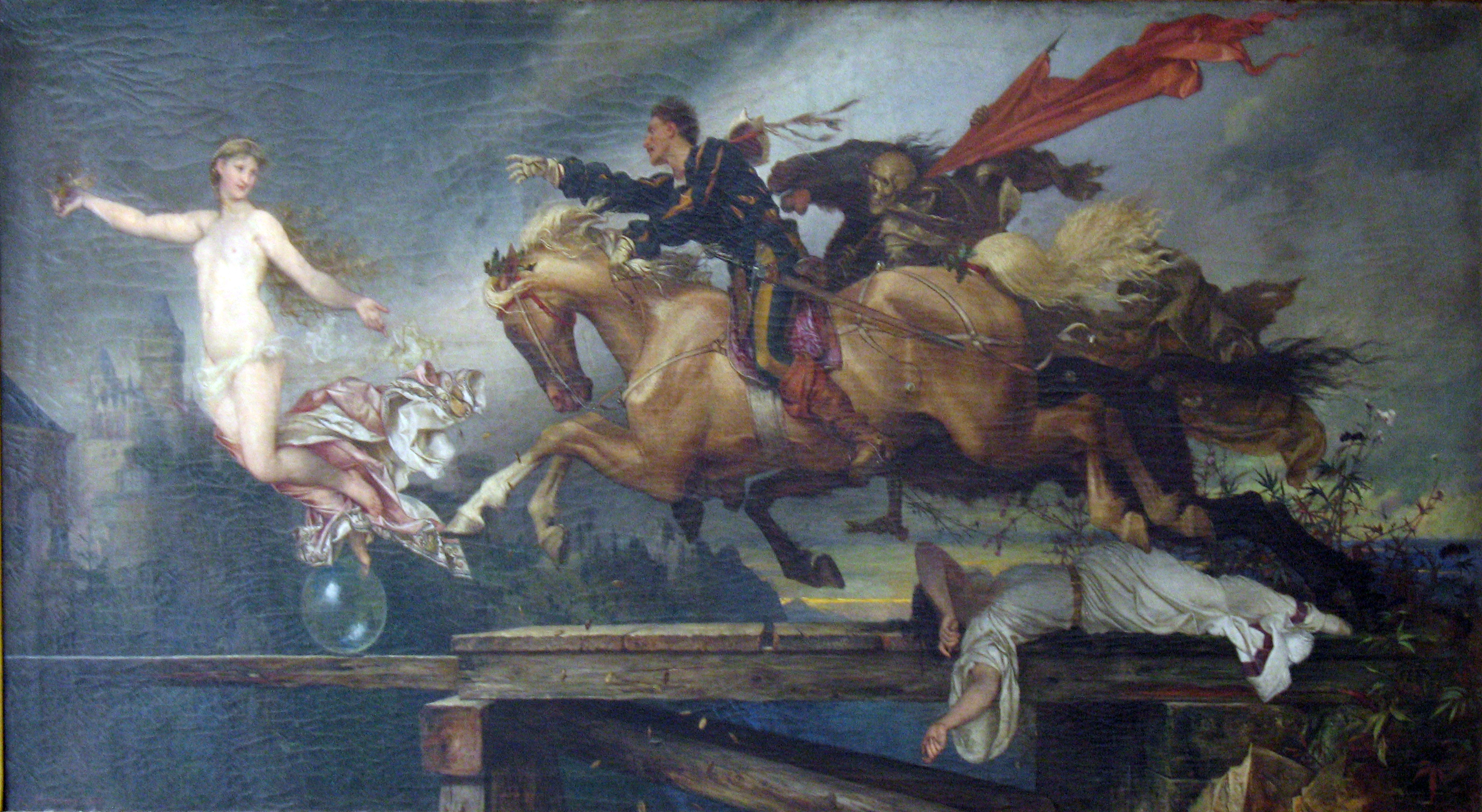
Погоня за счастьем

Изучал право в Гёттингенском и Гейдельбергском университетах. Год работал на государственной службе.
Весной 1850 года отправился в Антверпен, чтобы учиться живописи. Получил образование в Антверпенской академии художеств.
Позже учился и работал в студии Т. Кутюра в Париже.
В 1857 году его картина «Волшебный охотник» была награждена премией им. Бюргера на Парижской выставке.
В 1861—1862 годах совершенствовался в Италии, потом жил и творил в Мюнхене (1863—1865) и Берлине (1866—1873).
Умер в Брауншвейге и похоронен на кладбище Мартифридхофе.

## Творчество
Исторический живописец, пейзажист. Писал картины сказочного и вообще фантастического содержания, выказывая в них пылкое воображение, редкий дар композиции, жизнь, силу и порой острую наблюдательность и неподдельный юмор. В техническом отношении его работы отзываются влиянием Рубенса и новейших французских эффектных колористов.
Под впечатлением Франко-прусской войны 1870—1871 годов, создал цикл росписей патриотического содержания для «Варшавской виллы» в Шарлоттенбурге. В 1873—1876 годах вернулся в Рим, где создал серию картин с изображениями всадников и охотников на фоне римской Кампаньи.
Главные из его произведений: «Волшебный охотник», «Преступник из-за потерянной чести», получившая громадную популярность «Погоня за счастьем» (все три — в Берлинской национальной галерее), «Сказочная принцесса», «Любовное признание» и патриотические фрески в «Варшавской вилле» в Шарлоттенбурге, близ Берлина.
Многие картины Геннеберга утрачены во время Второй мировой войны.

## Память
- Имя художника носит площадь Рудольфплац в его родном городе